# Tone Hrovat
Tone Hrovat (ur. 27 maja 1958) – słoweński polityk i agronom, dyrektor szkół rolniczych, w latach 1997–2002 przewodniczący Rady Państwa.

## Życiorys
Z wykształcenia inżynier agronom. W latach 80. pracował jako technolog w spółdzielni rolniczej i jako specjalista w instytucie rolniczym w Lublanie. Był dyrektorem szkoły rolniczej w miejscowości Novo mesto (1990–1998, 2003–2007). W 2007 objął funkcję dyrektora nowej instytucji edukacyjnej pod nazwą Grm Novo mesto – center biotehnike in turizma.
Działacz Słoweńskiej Partii Ludowej. W 1992 i 1997 powoływany w skład Rady Państwa. Od grudnia 2002 do grudnia 2007 pełnił funkcję przewodniczącego tej izby. Ponownie wszedł w jej skład w 2017 na pięcioletnią kadencję.